# أدولف زيمر
أدولف زيمر (بالبولندية: Adolf Zimmer)‏ (28 فبراير 1908 لفيف أوكرانيا - 1 مايو 1940 خاركيف أوكرانيا) هو لاعب كرة قدم بولندي سابق كان يلعب كمهاجم.

## الحياة والمسيرة
ولد زيمر في عام 1908 في لفيف، وكانت في ذلك الوقت مدينة ذات أغلبية بولندية، والتي كانت تنتمي حتى عام 1918 إلى الإمبراطورية النمساوية المجرية. بدأ يلعب كرة القدم في مسقط رأسه في نادي بوغون لفوف عام 1921، والذي كان في ذلك الوقت من أحد الفرق البولندية الرائدة. في عام 1929، تخرج بنجاح من المدرسة الثانوية وبدأ يلعب بعدها بانتظام مع نادي بوغون لفوف. في غضون ذلك، كان يعمل أيضا في الجيش، ثم عمل في مكتب الضرائب ودرس في جامعة لفيف. في أكتوبر 1934، لعب مباراته الدولية الوحيدة لبولندا، وهي مباراة ودية في لفيف ضد رومانيا، التي انتهت بالتعادل 3-3، وجاء كبديل للاعب يوزيف تسيشيفسكي.
انتهت مسيرته الكروية بعد الهجوم الألماني والسوفيتي على بولندا عام 1939. احتل الاتحاد السوفيتي مسقط رأسه، واختطف زيمر إلى خاركوف وقتل هناك في مايو 1940 على يد المفوضية الداخلية السوفيتية.

## روابط خارجية
- أدولف زيمر على موقع قاعدة بيانات كرة القدم.إي يو (الإنجليزية)
- أدولف زيمر على موقع عالم كرة القدم.نت (الإنجليزية)